# Shove-it
 (septembre 2024).
Le shove-it, ou varial, est une figure de skateboard inventée[Quand ?] avant le ollie[réf. souhaitée]. Elle consiste à faire tourner la planche de 180° sous les pieds du skateur. 
Pour faire un shove-it, le skateur se tient sur sa planche, saute légèrement et pousse l'arrière de sa planche (appelé le tail) vers le bas et le côté. Bien que le tail ne touche pas le sol et que la planche ne s'élève pas de plus de quelques centimètres dans les airs, le skateboard effectue une rapide rotation de 180°. Le skateboarder rattrape alors sa planche avec les pieds à l'issue de la rotation et retombe dessus.
Le 360 shove-it et le 540 shove-it sont des variantes du shove-it, pour lesquelles la planche effectue une rotation de 360 ou 540 degrés. Le pop shove-it, quant à lui, est une combinaison du shove-it au ollie. Un 360 shove-it combiné à une rotation du corps est appelé un big spin.